# Siganus javus

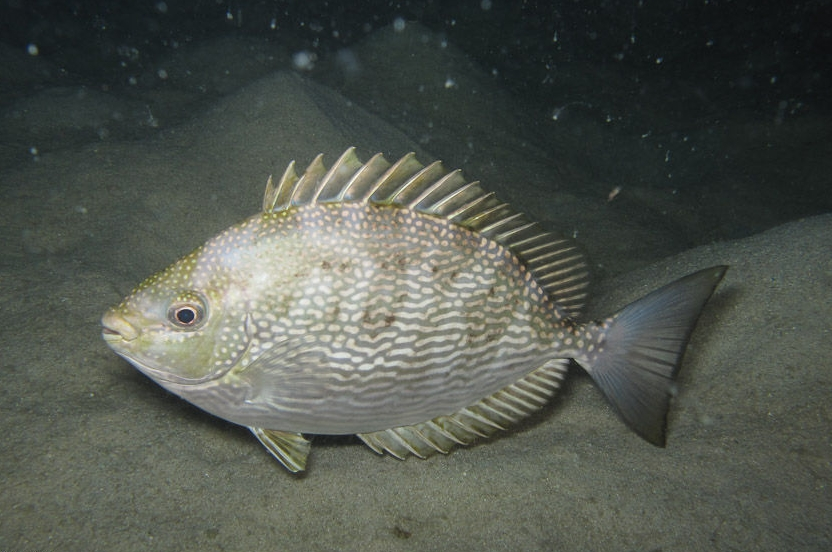
Siganus javus con su librea de camuflaje

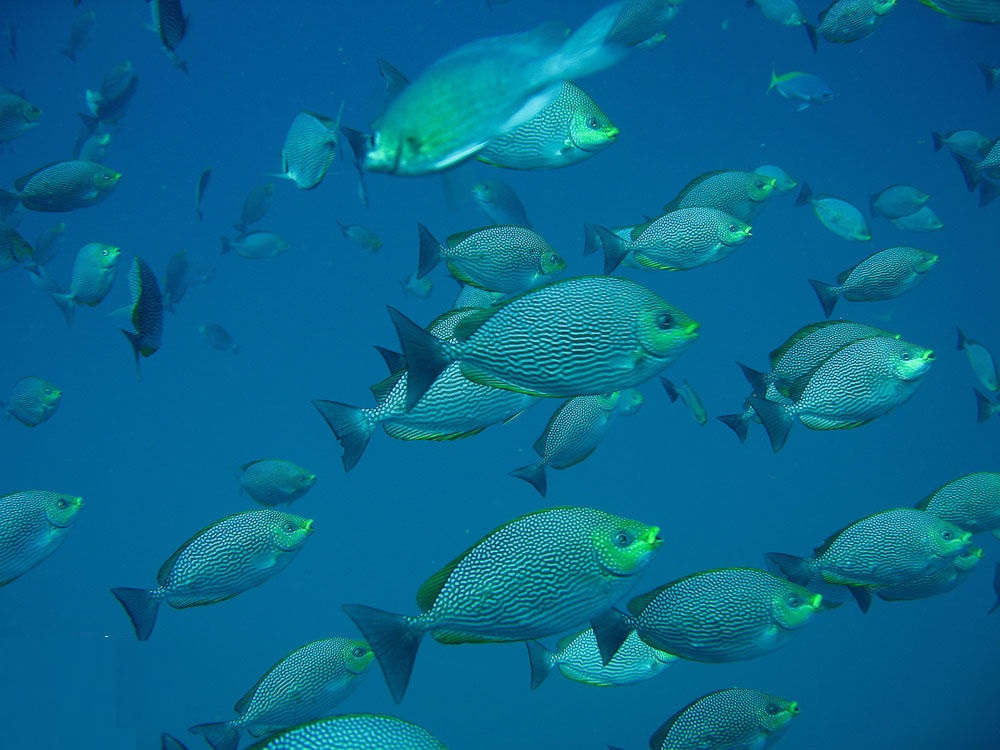
Escuela de S. javus en Koh Phangan, Tailandia

Siganus javus es una especie de peces marinos de la familia Siganidae, orden Perciformes, suborden Acanthuroidei. 
En español se denomina sigano ondulado. Su nombre más común en inglés es Java rabbitfish, o pez conejo de Java.
Se comercializa fresco para consumo humano en partes de su rango de distribución.

## Morfología
El cuerpo de los Siganidos es medianamente alto, muy comprimido lateralmente. Visto de perfil recuerda una elipse. La boca es terminal, muy pequeña, con mandíbulas no protráctiles. 
La coloración base de la cabeza, el cuerpo y la aleta caudal, es bronce. El tórax y el vientre son blancuzco-plateados. Tanto la cabeza como el cuerpo están decorados con un patrón de puntos claros, que según descienden a la mitad del cuerpo se convierten en rayas alternas, para convertirse en rayas continuas paralelas en la parte inferior del cuerpo. La boca y las aletas dorsal y anal son amarillas.  
Cuentan con 13 espinas y 10 radios blandos dorsales, precedidos por una espina corta saliente, a veces ligeramente sobresaliente, y otras totalmente oculta. La aleta anal cuenta con 7 fuertes espinas y 9 radios blandos. Las aletas pélvicas tienen 2 espinas, con 3 radios blandos entre ellas, característica única y distintiva de esta familia. Las espinas de las aletas tienen dos huecos laterales que contienen glándulas venenosas.
El tamaño máximo de longitud es de 53 cm, aunque el tamaño medio de adulto es de 30 cm.

## Reproducción
Son ovíparos y de fertilización externa. Los huevos son adhesivos. El desove se produce al oscurecer, en los meses calurosos, coincidiendo con el ciclo lunar.
Poseen un estado larval planctónico, y desarrollan un estado postlarval, característico del suborden Acanthuroidei, llamado acronurus, en el que los individuos son transparentes, y se mantienen en estado pelágico durante un periodo extendido antes de establecerse en el hábitat definitivo, y adoptar entonces la forma y color de juveniles, para evolucionar más tarde a las de adultos.

## Alimentación
Son principalmente herbívoros. Progresan de alimentarse de fitoplancton y zooplancton, como larvas, a alimentarse de macroalgas, algas herbáceas y pastos marinos. Su dieta también incluye copépodos, hidroides, diatomeas, algas azules-verdes y detritus.

## Hábitat y comportamiento
Habitan en aguas tropicales, asociados a arrecifes de coral, en lagunas salobres y arrecifes exteriores. Ocurren normalmente en pequeños grupos de unos 10 individuos.
Son diurnos, y por la noche duermen en grietas, desarrollando una coloración específica de camuflaje, en tonos pardos, y apagando sus vivos colores, en un ejercicio de cripsis, que también desarrollan cuando están estresados.
Su rango de profundidad es entre 0 y 15 metros, aunque se reportan localizaciones hasta 40 metros.
Es una especie oceanódroma, que migra entre océanos, de zonas de desove a áreas de alimentación, soliendo ser cíclicas y predecibles estas migraciones. Las distancias entre diferentes zonas pueden alcanzar los 100 kilómetros.

## Distribución geográfica
Estos peces se distribuyen en el océano Indo-Pacífico.
Está presente en Andamán, Arabia Saudí, Australia, Baréin, Birmania, Camboya, China, Filipinas, India, Indonesia, Irán, Kuwait, Malasia, Maldivas, Nueva Caledonia, Omán, Pakistán, Papúa Nueva Guinea, Sri Lanka, Tailandia, Taiwán, Vanuatu y Vietnam. Siendo cuestionable su presencia en Palaos.

## Galería

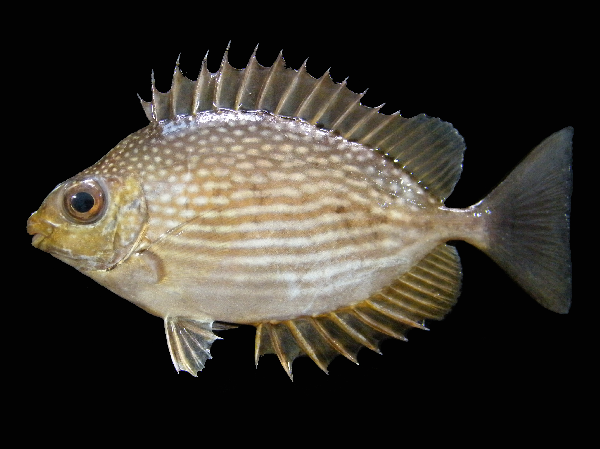
S. javus en el manglar de Kampuan en Amphoe Suksamran, provincia de Ranong, Tailandia, 2010, 104.3 mm de longitud
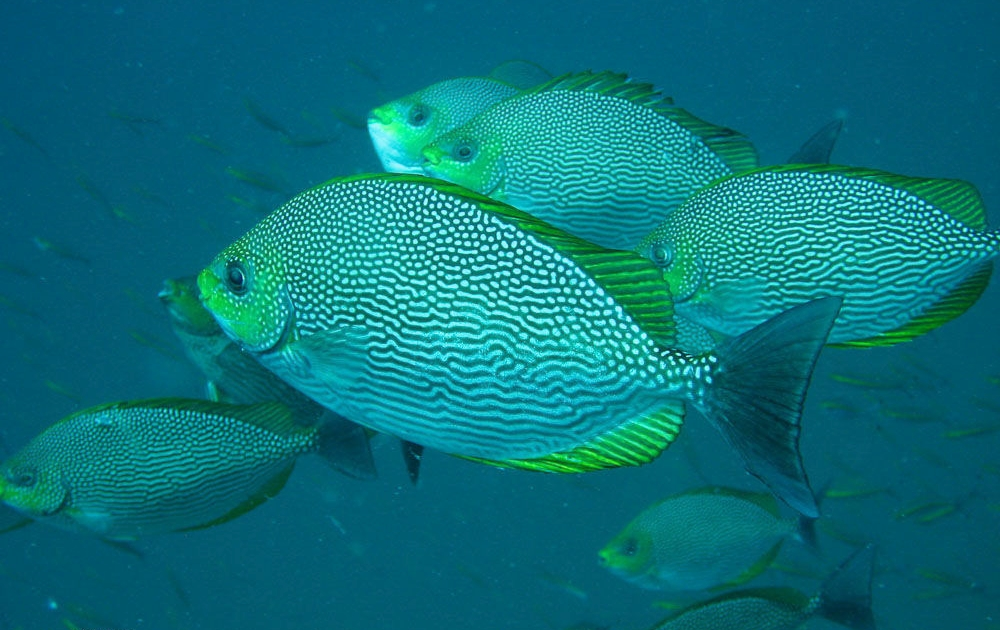
Grupo de S. javus, Koh Phangan, Tailandia
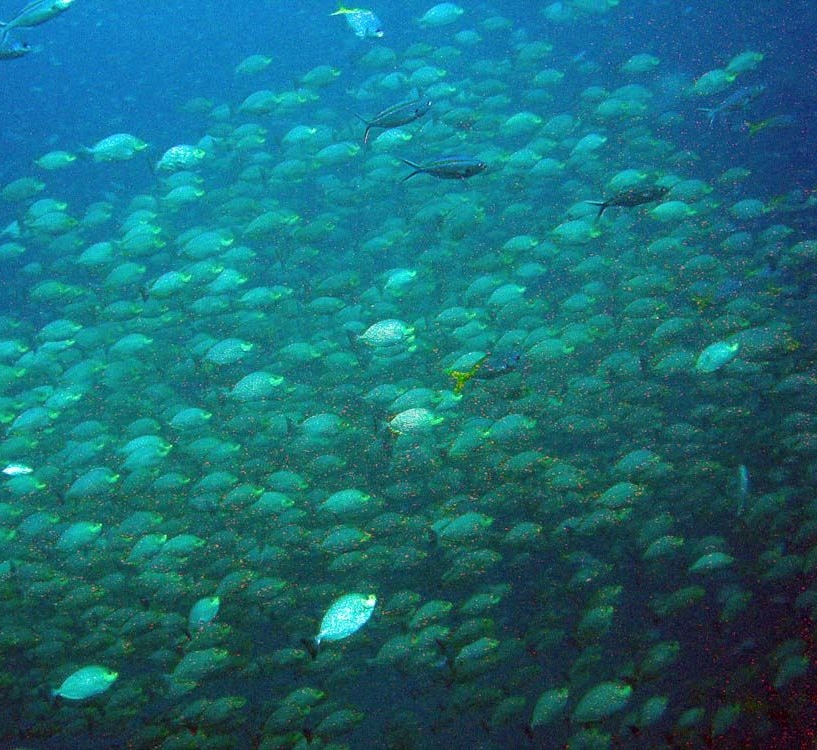
Gran escuela de S. javus, Koh Phangan, Tailandia
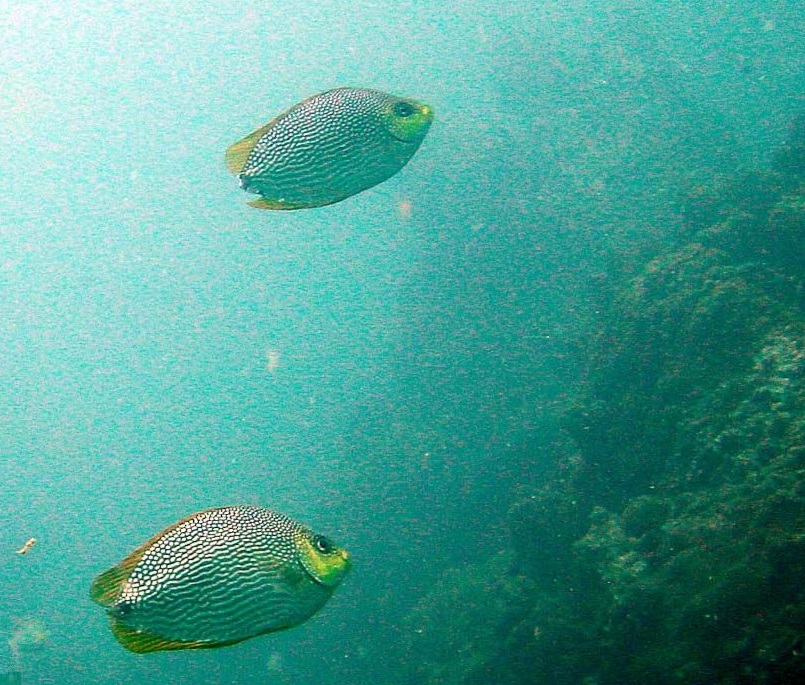
S. javus, pareja en Koh Phangan, Tailandia
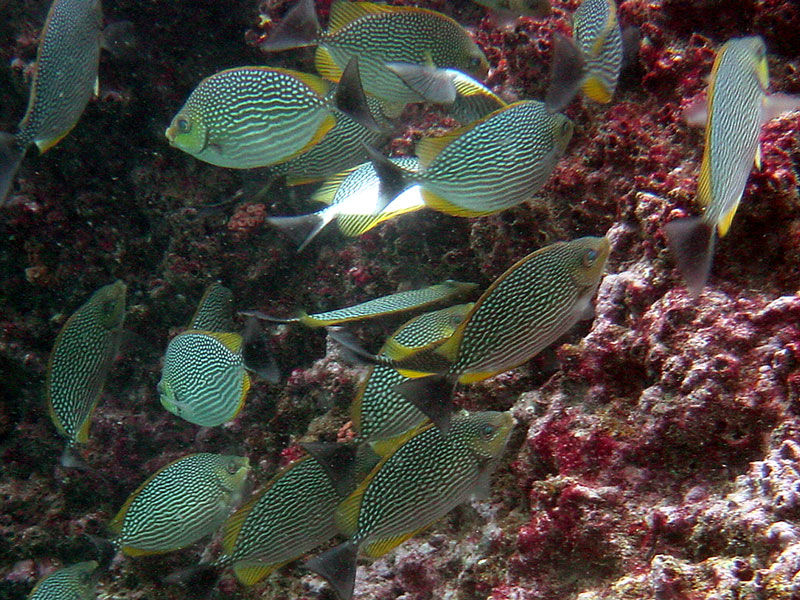
Escuela de S. javus alimentándose
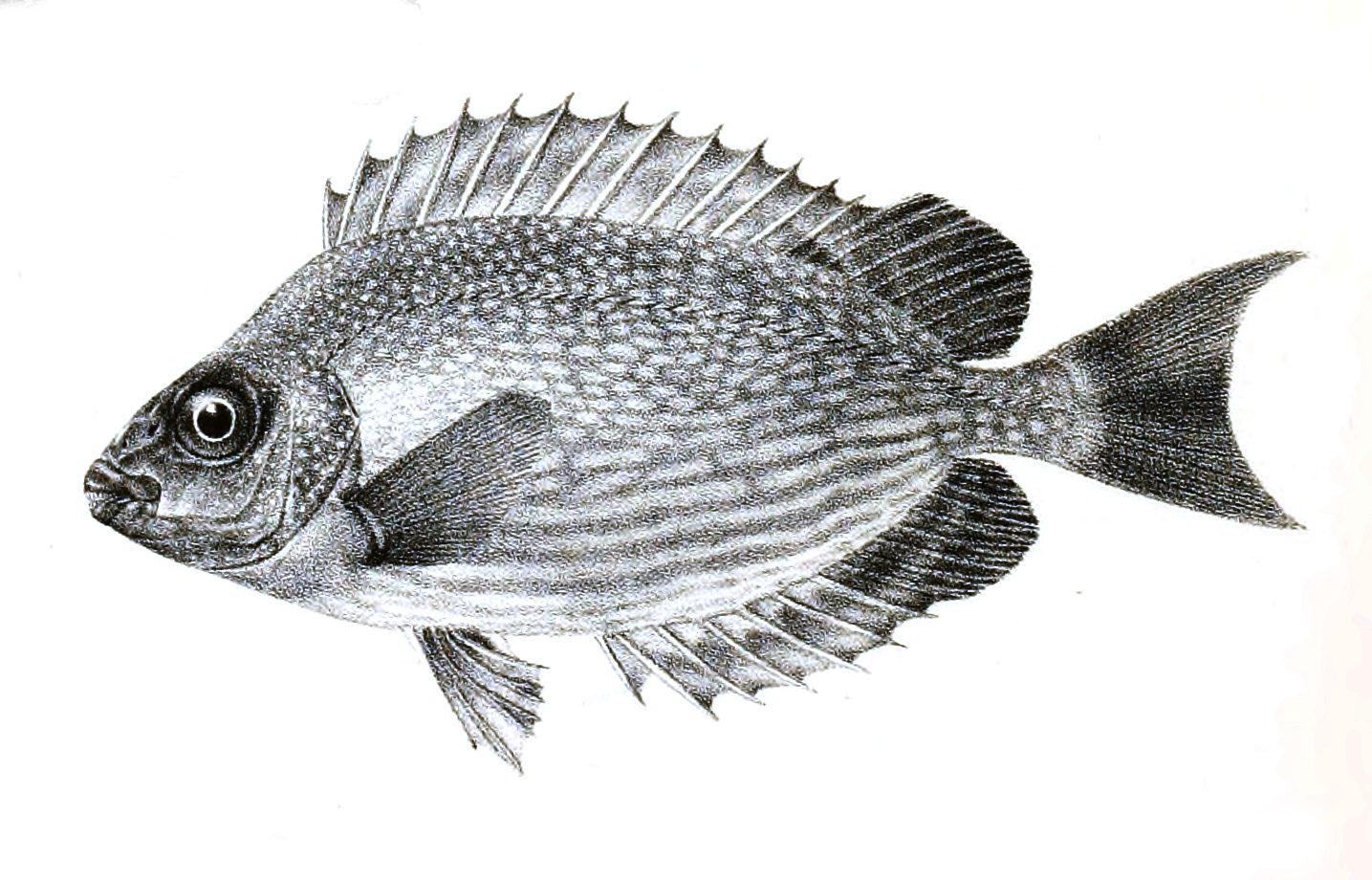
Ilustración de S. javus de George Henry Ford, 1878